# Architectonica maxima
Architectonica maxima (denominada, em inglês, giant sundial ou large sundial) é uma espécie predadora de molusco gastrópode marinho do Indo-Pacífico, pertencente à família Architectonicidae. Foi classificada por Rodolfo Amando Philippi, em 1849, e nomeada Solarium maximum, antes de ser colocada no gênero Architectonica Röding, 1798.

## Descrição da concha e hábitos
Concha de coloração castanho-avermelhada, em suas manchas, logo abaixo da sutura (junção entre as voltas de sua espiral, quando a concha é vista por cima), e creme; com 7 a pouco mais de 8 centímetros de diâmetro, quando desenvolvida; esculpida com três estrias suplementares no dorso de sua espiral; com formato orbicular, vista por cima, e cônica em vista lateral; cujas espirais se tocam perifericamente, formando um amplo umbílico, com borda mosqueada de manchas em marrom-avermelhado. Base plana e abertura subquadrada, angular.
É encontrada em águas rasas da zona nerítica, na areia, geralmente entre 10 a 50 metros, podendo exceder os 250.

## Distribuição geográfica
Architectonica maxima ocorre no Indo-Pacífico: da África Oriental, incluindo Madagáscar, ao mar Vermelho e o golfo Pérsico, até as Filipinas e para a Polinésia. Distribuída no norte, até Japão, e até o Havaí a leste; e ao sul e leste da Austrália, em Queensland.

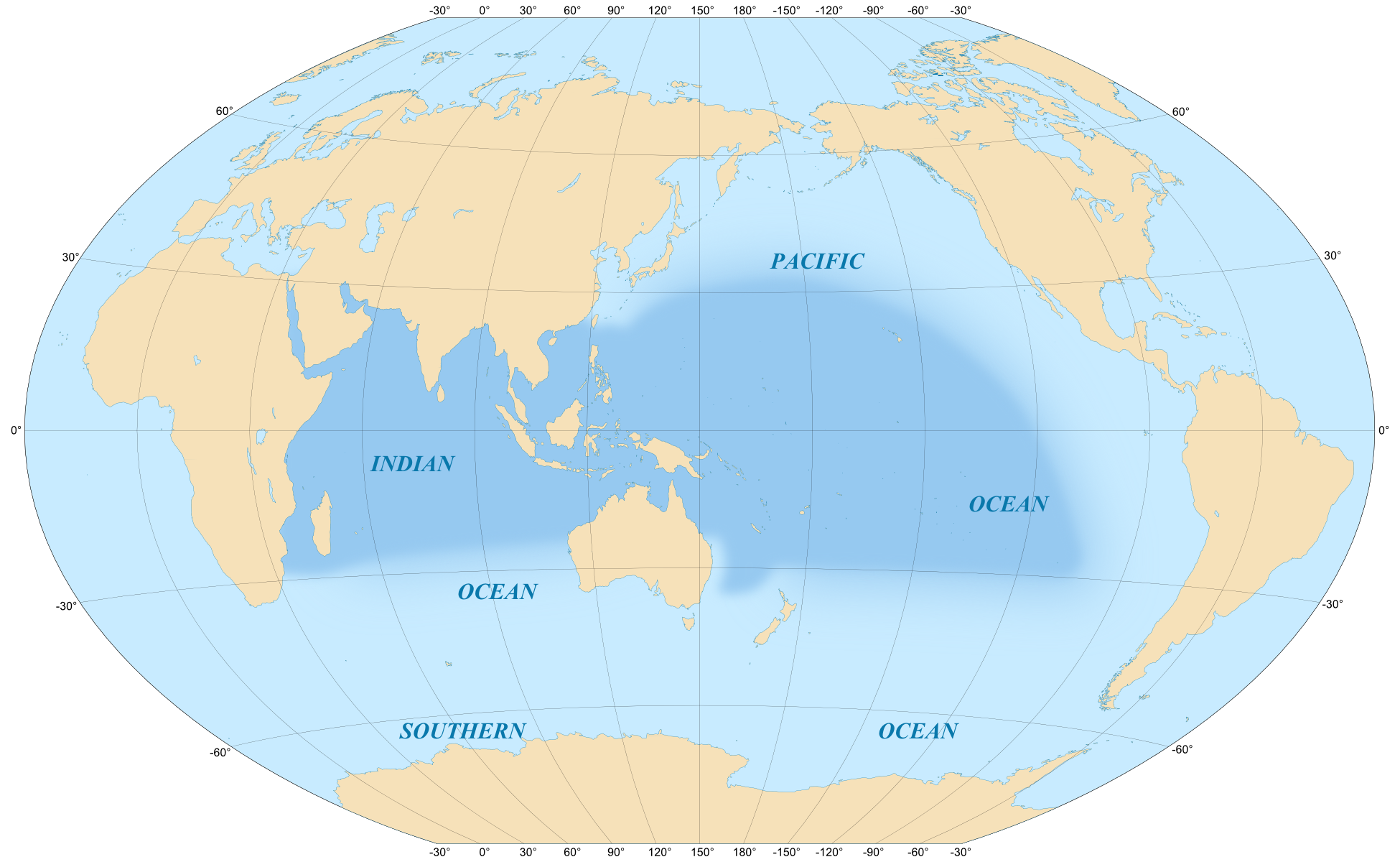
A região do Indo-Pacífico é o habitat de A. maxima (Philippi, 1849).